# ألبرتو جيسوس
ألبرتو جيسوس (26 سبتمبر 1919 بالبرتغال - ) هو لاعب كرة قدم برتغالي في مركز الهجوم. شارك مع منتخب البرتغال لكرة القدم. أما مع النوادي، فقد لعب مع إشتوريل برايا ونادي بيلينينسش.

## وصلات خارجية
- ألبرتو جيسوس على موقع عالم كرة القدم.نت (الإنجليزية)